# Some Time in New York City
Some Time in New York City är ett musikalbum av John Lennon och Yoko Ono, tillsammans med gruppen Elephant's Memory. Albumet av Lennons tredje album efter upplösningen av The Beatles och släpptes i USA 12 juni 1972 och Storbritannien 15 september samma år. Förutom John & Yoko krediteras även Plastic Ono Band och Elephant's Memory som upphovsmän till dubbelalbumet. Albumet innehåller även skivan "Live Jam" där Frank Zappa och the Mothers of Invention medverkar. 
Skiva 1 (studio)
Sida 1
1. "Woman Is the Nigger of the World" (Lennon/Ono)
2. "Sisters O Sisters" (Ono)
3. "Attica State" (Lennon/Ono)
4. "Born In A Prison" (Ono)
5. "New York City" (Lennon)

Sida 2
1. "Sunday Bloody Sunday" (Lennon/Ono)
2. "Luck Of The Irish" (Lennon/Ono)
3. "John Sinclair"(Lennon)
4. "Angela" (Lennon/Ono)
5. "We're All Water" (Ono)

Skiva 2 (live)
Sida 3
1. "Cold Turkey" (Lennon)
2. "Don't Worry Kyoko" (Ono)

Sida 4
1. "Well (Baby Please Don't Go)" (Walter Ward)
2. "Jamrag" (Lennon/Ono/Zappa)
3. "Scumbag" (Lennon/Ono/Zappa)
4. "Au" (Lennon/Ono)

Tid:1:30:52